# Adam Timmerman
Adam Larry Timmerman (* 14. August 1971 in Cherokee, Iowa) ist ein ehemaliger US-amerikanischer American-Football-Spieler auf der Position des Guards. Er spielte für die Green Bay Packers und die St. Louis Rams in der National Football League (NFL) und gewann je einmal mit jedem Team die nationale Meisterschaft, den Super Bowl.

## Frühe Jahre
Timmerman ging in seiner Geburtsstadt Cherokee, Iowa, auf die Highschool. Später besuchte er die South Dakota State University, wo er für das Collegefootballteam auf der Position des Guards spielte.

## NFL

### Green Bay Packers
Timmerman wurde im NFL-Draft 1995 von den Green Bay Packers in der siebten Runde an 230. Stelle ausgewählt. Hier blieb für vier Saisons und erreichte mit den Packers zwei Mal den Super Bowl, welcher nach der Saison 1996 auch mit 35:21 gegen die New England Patriots gewonnen wurde. Zwischen 1996 und 1998 startete er jedes Spiel für die Packers.

### St. Louis Rams
1999 schloss sich Timmerman den St. Louis Rams an. In seiner ersten Saison gewann er mit den Rams den Super Bowl XXXIV mit 23:16 gegen die Tennessee Titans. Nach der Saison 2001 wurde er zum ersten Mal in den Pro Bowl gewählt und er erreichte mit den Rams ein zweites Mal den Super Bowl, welcher jedoch mit 17:20 gegen die New England Patriots verloren ging. Am 27. Februar 2007 wurde er von den Rams entlassen und kurz darauf verkündete Timmerman sein Karriereende.